# John Ernst Matzke
John Ernst Matzke  (* 20. Oktober 1862 in Breslau; † 18. September 1910 in Mexiko-Stadt) war ein US-amerikanischer Romanist und Mediävist deutscher Herkunft. 

## Leben und Werk
Matzke kam mit 15 Jahren in die Vereinigten Staaten. Er promovierte 1888 an der Johns Hopkins University mit der Arbeit Dialektische Eigenthümlichkeiten in der Entwicklung des mouillierten L im Altfranzösischen (Paris 1890 und in: Publications of the Modern language association 5, 1890, S. 52–107) und lehrte von 1889 bis 1892 nacheinander am Bowdoin College, an der Indiana University Bloomington und an der Johns Hopkins University. Von 1893 bis zu seinem frühen Tod (anlässlich der Neugründung der Nationalen Autonomen Universität von Mexiko)  war er Professor für Romanistik an der Stanford University. Von 1908 bis 1909 war Matzke Präsident der Philological Association of the Pacific Coast.

## Weitere Werke
- A primer of French pronunciation, New York 1897, 1905
- (Hrsg.) Lois de Guillaume le Conquérant, en français et en latin. Textes et étude critique, Paris 1899
- (Hrsg.) Les oeuvres de Simund de Freine, Paris 1909, New York 1968 (Société des ancien textes français; dem Andenken an Gaston Paris gewidmet)
- (Hrsg. mit Maurice Delbouille) Jakemes, Le roman du castelain de Couci et de la dame de Fayel, Paris 1936